# Eleição presidencial da Croácia em 2009–2010
As eleições presidenciais croatas de 2009 foram realizadas em 27 de dezembro (1º turno) e 10 de janeiro de 2010 (2º turno). Os dois candidatos propunham um programa semelhante, comprometendo-se em particular com a integração da Croácia na União Europeia antes de 2012 e com o combate à corrupção nos altos escalões do poder e nas empresas estatais.

## Resultados – primeiro turno
O social-democrata Ivo Josipović e o populista prefeito de Zagreb, Milan Bandić, terão de disputar o segundo turno do pleito. Segundo o divulgado, Josipović recebeu 32,44% da preferência do eleitorado, contra 14,84% de Bandić.

## Resultados – segundo turno
Mais de 4,4 milhões de eleitores, dos quais 400.000 vivendo fora da Croácia, participaram do pleito, que teve taxa de participação de 50,28%. Josipović foi eleito para a presidência do país, tendo obtido 60,29% dos votos, segundo os resultados oficiais. Seu adversário, Bandić, conseguiu 39,71% dos votos. O anúncio dos resultados foi recebido com gritos de alegria na sede de campanha do Partido Social Democrata (SDP). "Vou ser o presidente de todos os cidadãos croatas", declarou Josipović, falando para seus simpatizantes, reunidos na sede. "Acredito com absoluta convicção em uma Croácia melhor", exclamou, prometendo trabalhar por uma "Croácia de justiça com segurança social".
"Sabíamos que seria uma batalha entre Davi e Golias", indicou Jelena Pavicić Vukicević, sua colaboradora, destacando que Bandić não contava com a estrutura de um partido. "Devemos ficar satisfeitos com o resultado", acresentou ela. Bandić foi expulso do SDP por ter apresentado sua candidatura nas eleições presidenciais como independente.